# Jü-si
Jü-si (čínsky pchin-jinem Yùxī, znaky 玉溪) je městská prefektura v Čínské lidové republice, kde patří k provincii Jün-nan. Celá prefektura má rozlohu 14 807 čtverečních kilometrů a žije v ní zhruba dva a čtvrt milionu obyvatel.

## Poloha
Jü-si leží ve středu provincie Jün-nan ve vzdálenosti zhruba 90 kilometrů na jih od Kchun-mingu, hlavního města provincie. Prefektura jako taková hraničí s následujícími prefekturami: na jihozápadě s Pchu-erem, na jihovýchodě s Chung-che, na severovýchodě s Kchun-mingem a na severozápadě s Čchu-siungem.
Z geomorfologického hlediska se Jü-si nachází na Jünnansko-kuejčouské vysočině.

## Správní členění
Městská prefektura Jü-si se člení na devět celků okresní úrovně, a sice dva městské obvody, jeden městský okres, tři okresy a tři autonomní okresy.
| jezero · Fu-sien Chung-tcha Ťiang-čchuan městský okres · Čcheng-ťiang okres · Tchung-chaj okres · Chua-ning okres · I-men autonomní okres · E-šan autonomní okres · Sin-pching autonomní okres · Jüan-ťiang |                          |                       |             |                                         |
| Název | Název                    | Počet obyvatel (2020) | Rozloha km² | Hustota zalidnění (obyv. na km²) (2020) |
| český přepis | znaky                    | Počet obyvatel (2020) | Rozloha km² | Hustota zalidnění (obyv. na km²) (2020) |
| Městské obvody |                          |                       |             |                                         |
| Chung-tcha | 红塔区                   | 588 738               | 947         | 622                                     |
| Ťiang-čchuan | 江川区                   | 253 295               | 808         | 313                                     |
| Městský okres |                          |                       |             |                                         |
| Čcheng-ťiang | 澄江县                   | 173 161               | 755         | 229                                     |
| Okresy |                          |                       |             |                                         |
| Tchung-chaj | 通海县                   | 289 891               | 741         | 391                                     |
| Chua-ning | 华宁县                   | 190 425               | 1 248       | 153                                     |
| I-men | 易门县                   | 151 671               | 1 527       | 99                                      |
| Autonomní okresy |                          |                       |             |                                         |
| E-šan (iský) | 峨山彝族自治县           | 143 903               | 1 931       | 75                                      |
| Sin-pching (iský a tajský) | 新平彝族傣族自治县       | 262 771               | 4 133       | 64                                      |
| Jüan-ťiang (chanijský, iský a tajský) | 元江哈尼族彝族傣族自治县 | 195 647               | 2 716       | 72                                      |
| |                          |                       |             |                                         |
| Celkem | Celkem                   | 2 249 502             | 14 807      | 152                                     |

## Rodáci
- Nie Er, skladatel hymny Čínské lidové republiky